# Aleksandr Nevérov
Aleksandr Nevérov   (Samara, 24 de desembre de 1886 - Moscou, 24 de desembre de 1923), nom complet amb patronímic Aleksandr Serguéievitx Nevérov, rus: Алекса́ндр Серге́евич Неверов (cognom real Skóbelev, rus: Ско́белев, fou un escriptor, dramaturg i assagista rus.

## Biografia
El seu pare era un agricultor i exoficial del regiment de la Guàrdia Vitalícia d'Ulan, que més tard es va retirar del poble i va servir de porter a la ciutat. Neverov va passar la seva infància, fins als 16 anys, vivint a casa del seu avi. Això es va deure principalment al servei militar del seu pare.
Va rebre la seva primera educació a una escola de l'església local. El 1903 va ser acceptat en una escola secundària a Ozerkino. Es va graduar després de tres anys d'estudi amb un diploma que li donava les qualificacions d'un professor d'escola primària. En el seu tercer any a Ozerkino va publicar la seva primera història a Véstnik Pétersburg trézvosti, un diari de Sant Petersburg.
Després de 1906, Neverov va treballar com a professor rural, alhora que publicava històries en revistes. Es va casar el 1912.Des de 1915 fou paramèdic a Samara; durant la revolució es va apropar als social-revolucionaris, però el 1919 es va passar al costat dels bolxevics; va ocupar llocs força importants a diverses institucions de Samara. Va ser un dels fundadors del teatre popular local. A partir de 1919 va escriure obres de teatre per a ell, una de les quals, "Baba", va aconseguir el primer lloc en un concurs a Moscou el 1920.
Durant la fam de 1921-1922, juntament amb una massa de gent famolenca, va fugir de la regió del Volga a Taixkent. A la tardor de 1921, després de la mort d'un dels seus tres fills, va concebre un pla per traslladar-se a Moscou. Va viatjar primer a Taixkent per obtenir menjar per a la seva família. Aquest dur viatge fou la inspiració per a la seva novel·la Taixkent: la ciutat del pa, rus: Ташкент — город хлебный.A la primavera de 1922 es va traslladar a Moscou on es va unir a l'associació literària "La Forja", rus: Кузница Kúznitsa. Es va afiliar a una sèrie de publicacions periòdiques revolucionàries, va escriure contes, va publicar les seves històries anteriors en forma de llibre i va començar a treballar en una novel·la, "Història de dones", rus: Повесть о бабах, que mai va acabar.

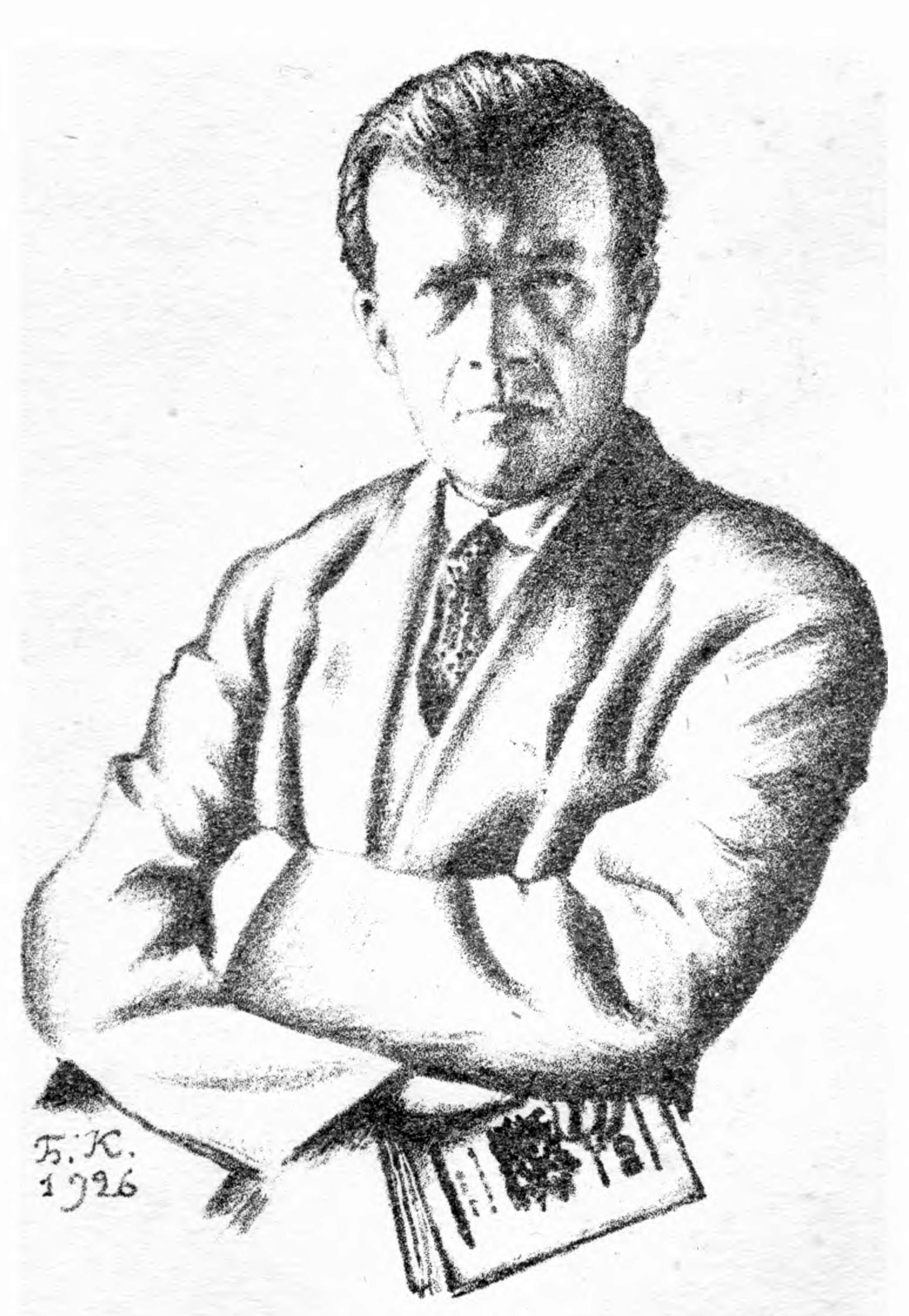
Retrat de Nevérov per Borís Kustódiev.

Nevérov va morir sobtadament per una insuficiència cardíaca el 24 de desembre de 1923 a Moscou. Va ser enterrat al cementiri de Vagànkovo.
Les seves obres completes, publicades el 1926, van ser reimpreses cinc vegades abans del 1930.
"Taschkent, die brotreiche Stadt", la traducció alemanya de Taixkent, la ciutat del pa, fou cremada pels nazis durant les intenses cremes de llibres dutes a terme el 1933.